# ساموس (قمر اصطناعي)
كان برنامج ساموس سلسلة قصيرة العمر نسبيًا من أقمار الاستطلاع والتجسس الأمريكية في أوائل ستينيات القرن الماضي، والتي استخدمت أيضًا كغطاء لبرنامج جامبيت العسكري الأمريكي للتجسس، اعتمد إجراء الاستطلاع والتجسس على كاميرات مراقبة تلفزيونية تركب على الأقمار الاصطناعية التي تدور في مدارات أرضية منخفضة وتستعاد الأفلام لاحقًا على الأرض. أطلق أول قمر اصطناعي من برنامج ساموس في عام 1960 من قاعدة فاندنبرغ الجوية.

## التاريخ والتكاليف
بدأ ساموس كجزء من برنامج WS-117L لاستكشاف وحماية الأقمار الاصطناعية التابع لسلاح الجو الأمريكي في عام 1956. وفي مايو  1958وجهت وزارة الدفاع الأمريكية بنقل أجزاء من برنامج WS-117L  إلى وكالة داربا الحكومية للبدء بتطوير برنامج ساموس.
بلغت التكلفة الإجمالية لبرنامج WS-117L المُمول من قبل القوات الجوية 108.2 مليون دولار أمريكي أي ما يعادل 0.94 مليار دولار في عام 2019. أما بالنسبة لبرنامج ساموس فقد كلَّف سلاح الجو الأمريكي ووكالة داربا الحكومية 82.9 مليون دولار أمريكي في عام 1959، و163.9 مليون دولار أمريكي في عام 1960، أي أنَّ التكلفة الإجمالية للبرنامج تعادل ملياري دولار تقريبًا في عام 2019.
ظهر في هذه الفترة برنامج منافس أطلق عليه «كورونا»، والذي شهد إطلاق أول قمر اصطناعي عام 1959، ولكن برنامج ساموس كان أكثر تطورًا وتمتع بميزات وإمكانيات إضافية، كانت أقمار ساموس تُحمل على صاروخ أطلس لأنها أثقل وأكبر حجمًا، في حين استخدم صاروخ ثور لحمل أقمار كورونا، كانت أقمار كورونا تلتقط الصور وتعيدها إلى الأرض في كبسولات، أما ساموس فكان يرسل الصور والأفلام التي يلتقطها عبر موجات الراديو.
كان «ساموس» اسم جزيرة يونانية، وقد اختير هذا الاسم للتمويه لأنَّ لا أحد سيربطه مع الاستطلاع والتجسس. ومع ذلك ظهرت فيما بعد إشاعة خاطئة أن اسم ساموس كان اختصارًا لـ «نظام مراقبة الأقمار الاصطناعية والصواريخ». كان الرئيس الأمريكي آيزنهاور مصممًا على تعزيز الصورة السلمية لبرنامج الفضاء الأمريكي. وقد تمكنت القوات الجوية لفترة زمنية طويلة من إخفاء حقيقة برنامج «ديسكفر»، والزعم بأنه عبارة عن سلسلة من الأقمار الاصطناعية العلمية، ولكن الغرض الحقيقي من برنامج ساموس كان معروفًا منذ البداية، وعلى الرغم من أن وجود ساموس والهدف منه كان قد اعترف به علنًا في خريف عام 1961، لم تنشر القوات الجوية أي معلومات مفصلة حول الأقمار الاصطناعية أو ما كانت تفعله بالضبط خلال مهامها.
بدأ إطلاق أقمار برنامج كورونا في عام 1959، ولكن النتائج كانت سيئة خلال السنوات الثلاثة الأولى، ما أكد الحاجة لوجود برنامج استطلاع وتجسس احتياطي أو بديل. بالإضافة إلى ذلك فإن الخوف من «الفجوة الصاروخية» مع الاتحاد السوفييتي أثر بشكلٍ كبير على أمريكا، خصوصًا مع نجاحات الفضاء والتباهي بها من قبل السياسيين والإعلام السوفييتي، هذه النجاحات أشارت إلى أن الاتحاد السوفييتي كان يملك ترسانة كبيرة من الصواريخ النووية، وكان على استعداد لاستخدامها. أما ترسانة الصواريخ البالستية الأمريكية في عام 1960 فتكوَّنت من عدد قليل من صواريخ أطلس التي كانت تحتاج وقتًا طويلًا للإطلاق، ولم يكن سجل تجاربها مُشجعًا، بالإضافة لصواريخ ثوروجوبيتر المتمركزة في بريطانيا وإيطاليا وتركيا، أي أن قواعدها عرضة لهجوم القاذفات الإستراتيجية السوفييتية. كل ذلك جعل من موضوع الاستخبارات حول أنشطة الصواريخ السوفييتية أمرًا بالغ الأهمية للولايات المتحدة، إلا أن الخيار الوحيد المُتاح كان طائرات التجسس U2، وعلى كلِّ حال فقد تبين لاحقًا أن الصواريخ البالستية السوفيتية كانت أقل عددًا وجودة مما اعتقد في ذلك الوقت، ولم تكن أفضل من الصواريخ الأمريكية.
عُرف النموذج الأولي من أقمار ساموس بالبرنامج 101، وكان مجرد نموذج اختبار صُمِّم للتحقق من إمكانية تشغيل نظام الكاميرا الضوئية وفعاليته. أطلق القمر الاصطناعي الأول من قاعدة فاندينبيرغ الجوية في الساعة 12:33مساءً في يوم 11 أكتوبر 1960، باستخدام صاروخ أطلس، ولكن المهمة فشلت جزئيًا ولم يصل القمر إلى المدار المخطط له. أطلق قمر ساموس الثاني في 31 يناير 1961على صاروخ أطلس أيضًا، ونجح في الوصول إلى مداره واختبار الكاميرات الكهرضوئية، إذ كانت دقة الصور الملتقطة نحو 100 قدم تقريبًا، جرت محاولة الإطلاق الثالثة بعد تسعة أشهر تقريبًا وفشلت فشلًا ذريعًا بسبب انفجار المركبة بعد الإطلاق بقليل، وبسبب ذلك تقرر إلغاء نظام الكاميرات الكهروضوئية والعودة إلى كبسولات التصوير التقليدية.
كان ساموس 4 أول مهمة فضائية سرية للغاية، بعد أن أصدر الرئيس جون كينيدي أمرًا تنفيذيًا وضع من خلاله جميع البرامج الفضائية في سرية تامة. ورغم السرية والتعتيم الإعلامي فقد تبين أن مهمات ساموس 5 وساموس 6 شهدت فشلًا جزئيًا في تحقيق أهدافها.
عانى القائمون على المشروع من صعوبات في استعادة كبسولات ساموس 5 وساموس 6، فقد سقطت كبسولة ساموس 5 في مكانٍ ما شمال غرب كندا، حاول فريق بحث تابع للقوات الجوية الأمريكية الحصول على تصريح كندي لتفتيش المنطقة المشتبه فيها، لكن دون توضيح ما يبحثون عنه بالضبط، كانت السلطات الكندية تشك بأن طائرة من طراز بي 52 فقدت رأسًا نوويًا عن طريق الخطأ في مكان ما من كندا، لهذه الأسباب أوقف البحث، بدلًا من ذلك فتشت طائرات استطلاع المنطقة المشتبه فيها، لكن دون جدوى. أما كبسولة ساموس 6 فقد سقطت في بحر العرب ولم يُعثر عليها أيضًا، بعد ذلك تخلى الفريق عن فكرة الكبسولة القابلة للاسترداد، وعادوا مجددًا لنظام التصوير الكهروضوئي، وأطلقوا خمسة أقمار جديدة تعتمد على هذه التقنية ولكن النتائج لم تكن مشجعة، وأنهي برنامج ساموس بحلول عام 1962 بعد ظهور برنامج لانيارد كخليفة له.

## المدار
كان ساموس 2 أول قمر اصطناعي يدخل إلى مدار متزامن مع الشمس.

## عثور السوفيت على كبسولة ساموس
ذكر سيرجي خروتشوف في مذكراته أنَّه قد عُثر على كبسولة سقطت ضمن أراضي الاتحاد السوفيتي في أوائل عام 1961، فتح المزارعون المحليون الكبسولة وكشفوا الفيلم، وهو الأمر الذي منع السلطات السوفيتية من تحديد قدرات القمر الاصطناعي الأمريكي، وعلى كل حال لا يوجد تأكيد على أن هذه الكبسولة تابعة لبرنامج ساموس.